# カーマスートラの伝説
「カーマスートラの伝説」（カーマスートラのでんせつ）は、工藤静香の通算30枚目のシングル。1997年11月19日発売。発売元はポニーキャニオン。

## 解説
タイトルにある「カーマスートラ」は、曲中では「愛の教科書」と表現されている（詳細は「カーマ・スートラ」参照）。英語での表記は「Kamasutra／Rainbow」。

## 収録曲
- 全作詞:愛絵理／作曲・編曲:はたけ

1. カーマスートラの伝説 [4:53]
2. 虹 [4:55]
3. カーマスートラの伝説 （less vocal）

## 収録アルバム
オリジナル
- 『I'm not』 (#1)

ベスト
- 『ミレニアム・ベスト』 (#1)
- 『20th Anniversary B-side collection』 (#2)